# Floc di Guascogna

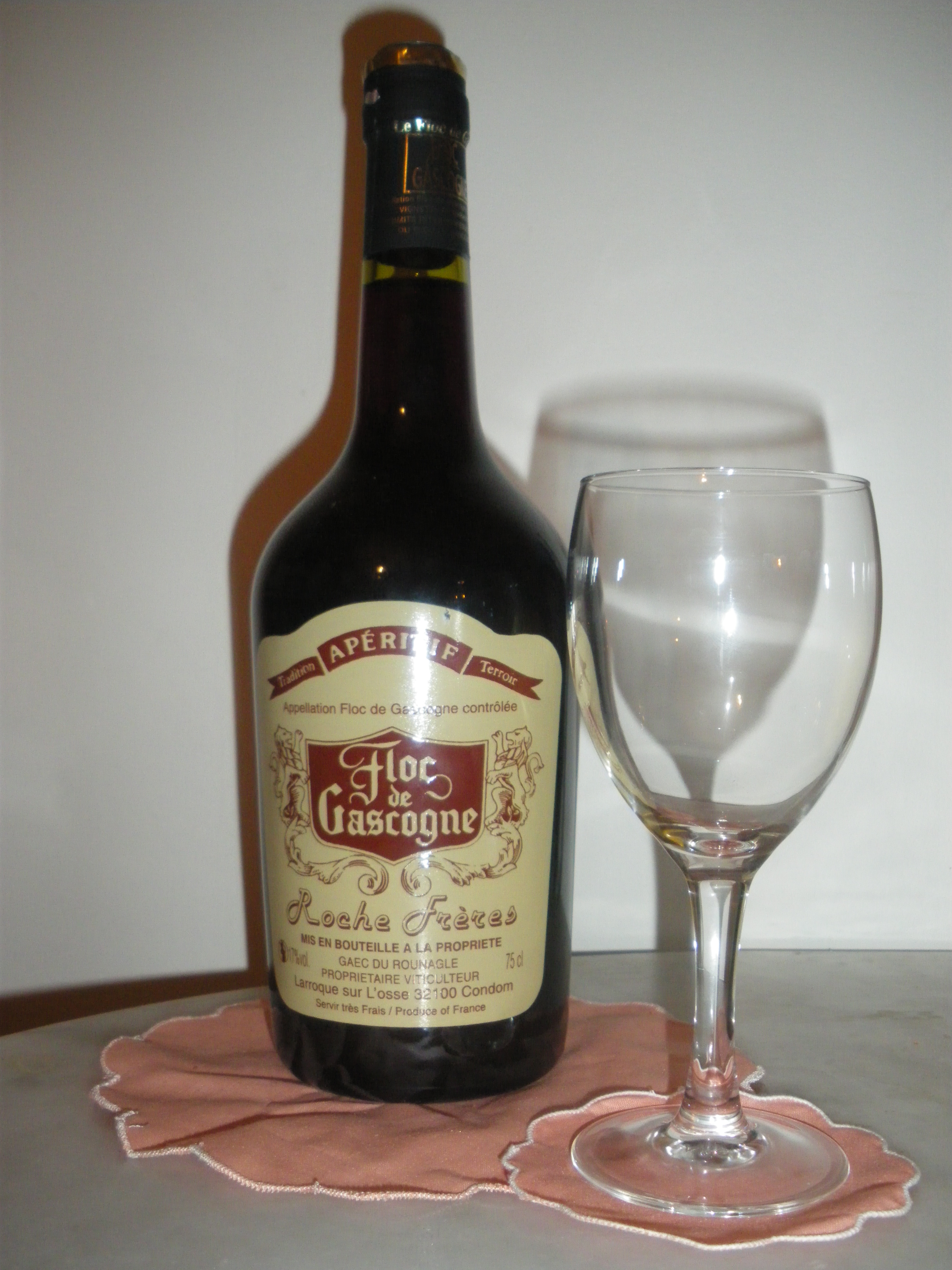
Floc di Guascogna

Il Floc di Guascogna è vino liquoroso utilizzato come aperitivo prodotto nella regione storica della Guascogna, suddivisa tra i dipartimenti delle Landes, del Gers, e di Lot-et-Garonne nel sud-ovest della Francia. È un vino liquoroso rinforzato con armagnac, il distillato locale. Ha ricevuto la denominazione di origine controllata  nel 1990.

## Storia

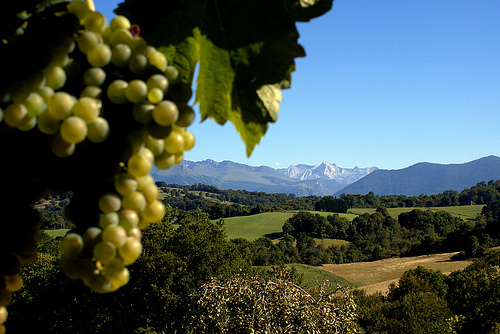
Un grappolo d'uva con Jurançon sullo sfondo

Il Floc è prodotto secondo una tradizione in uso nella regione francese della Guascogna fin dal XVI secolo.  Il nome "Floc di Guascogna" fu coniato nel 1954 da Henri Lamor, un produttore di vino di Cravencères.
La parola "floc" è un termine che deriva dalla Lingua occitana e significa bouquet di fiori.

## Caratteristiche
Il Floc di Guascogna è un vino liquoroso composto per 1/3 di armagnac e 2/3 di succo d'uva fresco provenienti dalle regioni Armagnac / Côtes de Gascogne. Entrambi devono essere prodotti dallo stesso viticoltore.

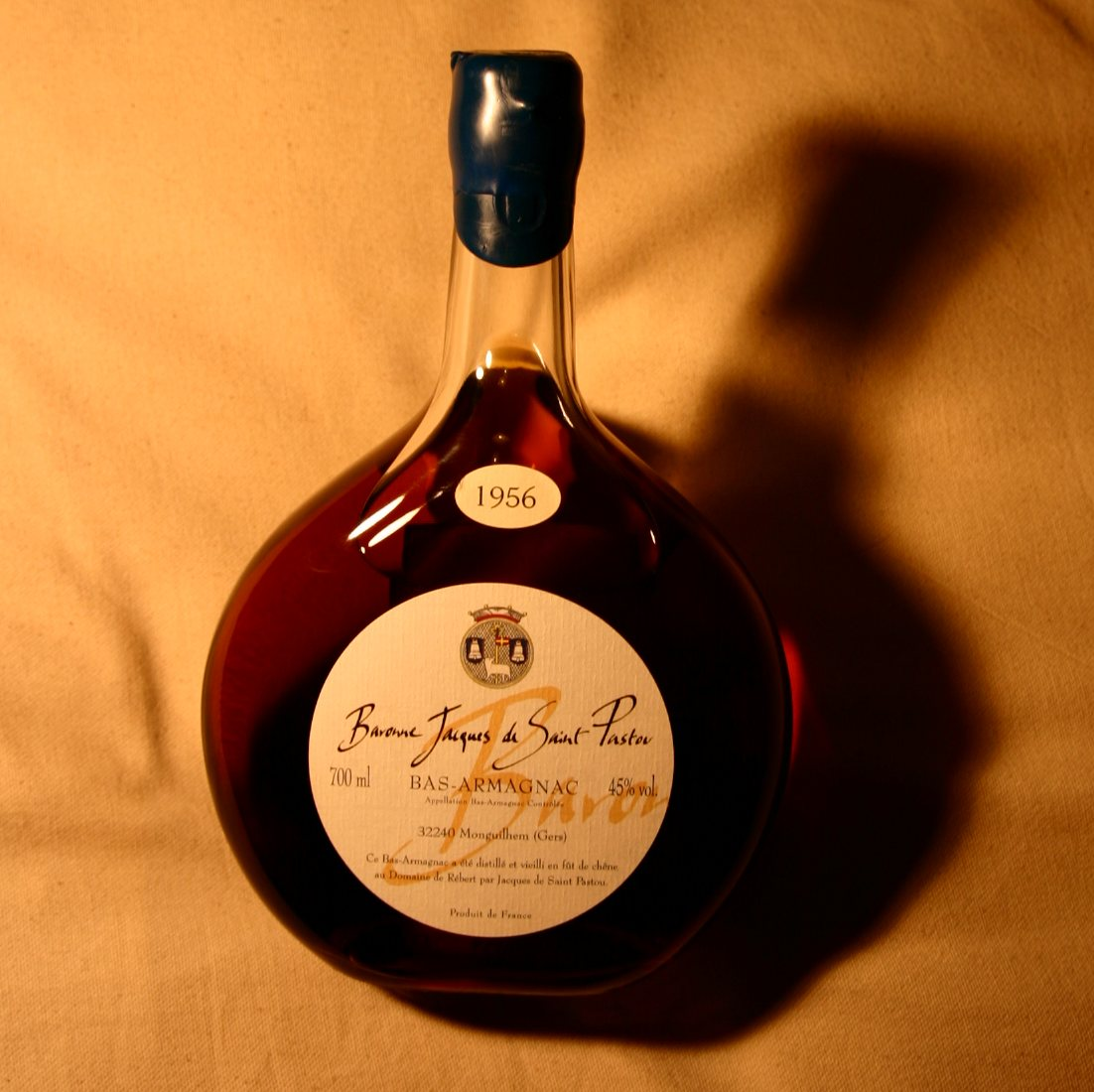
Una bottiglia di armagnac

Il Floc di Guascogna viene prodotto nelle varietà di bianco e rosè.  La percentuale alcolica è intorno ai 16–18 gradi alcolici. Dopo essere stato miscelato, il Floc rimane per 10 mesi nella cantina del produttore e deve essere approvato da un comitato di esperti prima di poter essere venduto sotto la denominazione Floc di Guascogna.
Viene spesso utilizzato come aperitivo, ma anche come bevanda da dessert. Dovrebbe essere consumato fresco, meglio con del ghiaccio. Una volta aperta, una bottiglia può essere conservata per un massimo di tre mesi in frigorifero.

## Regione Armagnac/Côtes de Gascogne
La regione è divisa in tre zone di produzione:

- Bas-Armagnac
- Armagnac-Ténarèze
- Haut-Armagnac

La zona di produzione si sviluppa su tre regioni:
Gers, Lot-et-Garonne e Landes. Solo uva cresciuta in questa regione può essere distillata come Armagnac. La regione dell'Armagnac e l'area della Côtes de Gascogne condividono gli stessi confini.

## Varietà di uva
- Floc di Guascogna bianco: Colombard, Ugni blanc e Gros Manseng
- Floc di Guascogna rosé: Cabernet Franc, Cabernet Sauvignon e Merlot